# Пауль Йозеф Кордес
Його Високопреосвященство Пауль Йозеф Ко́рдес (нім. Paul Josef Cordes; 5 вересня 1934, Кірххундем, Німеччина — 15 березня 2024) — католицький архієпископ, голова Папської ради «Cor Unum» (1995–2010).

## Біографія
Пауль Йозеф Кордес народився 5 вересня 1934 року у Кірххундемі, що відноситься до католицької архідієцезії Падерборну. Після отримання атестату зрілості у 1955 р. він продовжив своє навчання у гімназії Аттендорн (Мюнстер). Після того, як він два семестри вивчав медицину у Мюнстері — був 21 грудня 1961 р. посвячений на священика Лоренцом Єгером, архієпископом Падерборнським. Продовжив своє навчання на філософському факльтеті у Падерборні та Ліоні, теологічному факультеті Падерборнського університету. Одночасно з навчанням був префектом Studienheim Sankt Klemens (1962—1966) та «Collegium Leonium» при Падерборнській семінарії (1966—1969). Докторські студії проходив спочатку при університеті Мюнстера, а потім Майнцькому університеті Йоганна Гуттенберга, де захистив у 1971 р. докторську дисертацію під керівництвом професора Карла Леманна, майбутнього кардинала і єпископа Майнцького.
У 1972 о. Кордес був прийнятий на роботу при Німецькій єпископській конференції на посаду релятора з пастирських справ. 27 жовтня 1975 р. був обраний титулярним єпископом Наїссуса (суч. Ніш у Хорватії) та єпископом-помічником Падерборнським. Свячення отримав з рук Йоханнеса Йоахіма Деґенхардта, архієпископа Падерборнського у співслужінні з кардиналом Юліусом Дефнером, архієпископом Мюнхенським та Фрайзінґським та Паулем Норхюсом, титулярним єпископом Коським, єпископом-помічником Падерборнським 1 лютого 1976 р. у Падерборнському соборі. З 20 липня 1980 р. — почесний каноник Падерборнського кафедрального капітулу. Того ж року був призначений віце-президентом Папської ради у справах мирян. Проголошений архієпископом та призначений головою Папської ради «Cor Unum» 2 грудня 1995 р. Був спеціальним папським посланцем до народів Нікарагуа, Сальвадору, Гондурасу та Гватемали що постраждали від ургану Мітч (з 29 листопада до 3 грудня 1998).

### Нагороди
- У 2000 р. Католицький університет Фу Джень у Тайбеї надав йому звання почесного доктора.
- 1 лютого 2006 р. був нагороджений Великим хрестом орденом «За заслуги» Федеративної Республіки Німеччини за, як зазначалось в указі президента Херста Келлера, «видатні зусилля у міжнародній гуманітарній діяльності, задля досягнення згоди у світі та міжрелігійної співпраці».
- 4 грудня 2006 р. місто Трір оголосило його лауреатом премії Освальда фон Нелль-Бройнінга на 2007 р.

### Кардинал
24 листопада 2007 р. він отримав сан кардинала-диякона на загальній консисторії у соборі св. Петра з дияконством Сан-Лоренцо ін Пішибус.